# CO2-Steuer

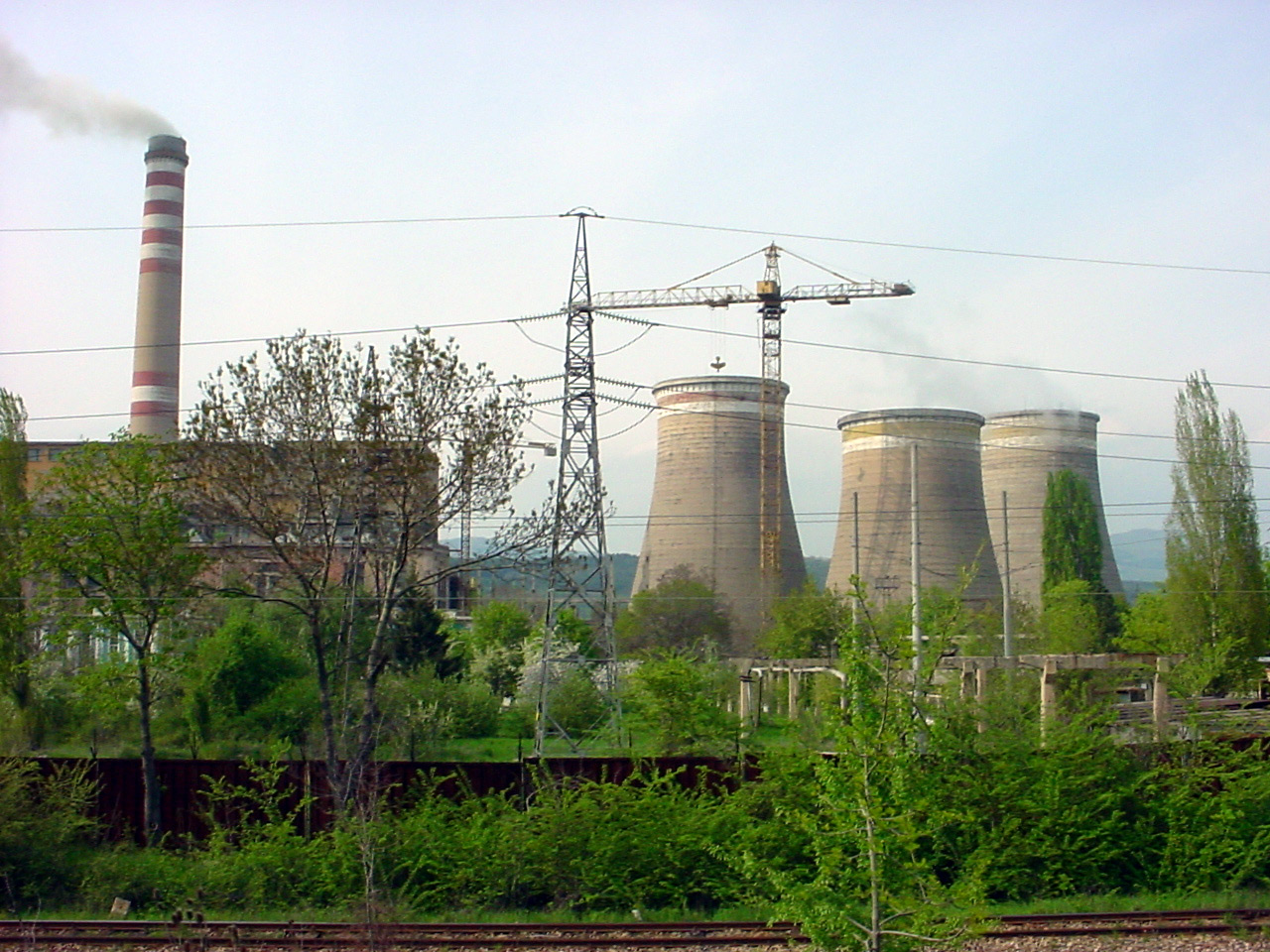
Durch eine CO_{2}-Steuer muss für Treibhausgasemissionen gezahlt werden, was fossile Energieträger unrentabler macht.

Die CO2-Steuer, auch Kohlenstoffsteuer (englisch: carbon tax, Oberbegriff: CO2-Abgabe), ist eine Umweltsteuer auf die Emission von Treibhausgasen wie Kohlenstoffdioxid (CO2). Hauptzweck einer CO2-Steuer ist ihre Lenkungswirkung: Emissionen erhalten einen Preis; dadurch werden klimaschädliche Produkte gegenüber klimafreundlichen teurer und es entsteht einen Anreiz zur Emissionsreduktion. Ziel ist es, die aus den Treibhausgasemissionen resultierenden Schäden (negativen Externalitäten) – insbesondere die Folgen der globalen Erwärmung und die Versauerung der Meere – zu begrenzen.
Eine CO2-Steuer erhöht den Preis von Produkten, deren Herstellung und/oder Nutzung mit Treibhausgasemissionen verbunden ist; je höher diese Treibhausgasemissionen sind, desto höher wird grundsätzlich der Preis ausfallen. Das erzeugt einen Anreiz, weniger der treibhausgasintensiven Produkte nachzufragen und diejenigen Produkte zu bevorzugen, die die geringsten Emissionen verursachen. Eine schrittweise und planmäßige Erhöhung der Steuer kann dazu beitragen, Investitionen langfristig zu lenken und Verbrauchern und Unternehmen die notwendige Zeit zur Anpassung zu geben.
CO2-Steuern sind in der Regel regressiv, da Haushalte mit niedrigem Einkommen tendenziell einen größeren Anteil ihres Einkommens für emissionsintensive Waren und Dienstleistungen wie Transport ausgeben als Haushalte mit höherem Einkommen. Um sie progressiver zu machen, können politische Entscheidungsträger die Einnahmen aus CO2-Steuern an einkommensschwache Gruppen umverteilen, indem sie Einkommensteuer senken oder eine Klimaprämie auszahlen.
Untersuchungen zeigen, dass CO2-Steuern Emissionen effektiv reduzieren. Es besteht ein breiter wissenschaftlicher Konsens, dass CO2-Steuern ein effektives und effizientes Instrument zur Bekämpfung des Klimawandels sind. 95 Länder, die insgesamt 85 % der mit der Energieerzeugung verbundenen CO2-Emissionen verursachen, haben sich zu Netto-Null-Emissionen verpflichtet. Im Jahr 2024 gab es weltweit 39 CO2-Steuern.

## Grundlagen

Globale Kohlenstoffemissionen aus fossilen Quellen zwischen 1800 und 2013

Keeling-Kurve der Kohlenstoffdioxidkonzentration (Messstation Mauna Loa)

Kohlenstoffdioxid ist eines von mehreren Treibhausgasen, die durch menschliche Aktivitäten freigesetzt werden. Der wissenschaftliche Konsens zum Klimawandel besagt, dass vom Menschen verursachte Treibhausgasemissionen die Hauptursache für die globale Erwärmung sind. Das Treibhauspotenzial ist eine international akzeptierte Äquivalenzskala für andere Treibhausgase in Einheiten von Tonnen Kohlendioxidäquivalent. In der einfachsten Form bepreist eine CO2-Steuer nur CO2-Emissionen – es können jedoch auch andere Treibhausgase wie Methan oder Lachgas erfasst werden, indem diese Emissionen auf der Grundlage ihres CO2-äquivalenten Treibhauspotenzials besteuert werden.
Bemessungsgrundlage einer CO2-Steuer sind die CO2-Emissionen, die bei der Verbrennung fossiler Energieträger entstehen. Daneben gibt es auch verbrauchsmengenbezogene Steuern wie die Kohlesteuer oder Mineralölsteuern, die auch zu Lenkungszwecken verwendet werden können, sowie Zuschläge zu den Steuern auf spezielle Produktgruppen.
Die Bemessung anhand von Treibhausgasemissionen unterscheidet eine CO2-Steuer im eigentlichen Sinne von den Energiesteuern, wie zum Beispiel der deutschen Stromsteuer. Während Energiesteuern auch die Nutzung erneuerbarer und nuklearer Energie umfassen, ist dies bei CO2-Steuern nicht der Fall.
Außer durch CO2-Steuern können Energieträger durch viele weitere Steuern betroffen sein. Die Gesamtsteuerlast eines Energieträgers, umgerechnet auf die durch seine Nutzung verursachten CO2-Emissionen, wird gelegentlich als die implizite CO2-Steuer bezeichnet.
CO2-Steuern sollen, wie andere Umweltsteuern auch, eine Lenkungswirkung entfalten. Über höhere Preise für Güter und Dienstleistungen, die mit hohen CO2-Emissionen verbunden sind, sollen Marktanreize geschaffen werden, um Emissionen zu reduzieren. Wirtschaftsteilnehmer werden Emissionen zuerst dort reduzieren, wo dies am günstigsten möglich ist. Dazu können sie emissionsärmere Produktionsweisen einsetzen, neue Verfahren entwickeln, auf Produkte ausweichen, die weniger Emissionen verursachen oder den Konsum emissionsintensiver Produkte verringern. Man zählt CO2-Steuern wegen ihrer indirekten Wirkung über den Marktpreis auf die Emissionshöhe zu den marktwirtschaftlichen Instrumenten der Klimapolitik. Laut Weltbank ist dies ein „ökonomisches Instrument, mit dem sich eine kosteneffektive Reduzierung von Emissionen aus fossilen Energien erreichen“ lasse.
Daneben können CO2-Steuern auch dazu beitragen, weitere wichtige Probleme zu lösen bzw. abzumildern, weshalb mittlerweile die Motivation für CO2-Steuern nicht mehr alleine durch den Klimaschutz, sondern auch durch positive Nebeneffekte (co-benefits) bestimmt ist. Zu diesen Problemen, die in vielen Staaten der Erde von großer Bedeutung sind, zählen z. B. die Verbesserung der Ernährungssicherheit, die sichere Versorgung mit sauberem Wasser, der Zugang zu umweltfreundlicher und bezahlbarer Elektrizität oder die Vermeidung von Luftverschmutzung. So werden CO2-Steuern in politischen Programmen auch als wichtiger Bestandteil eines Green New Deal diskutiert.

## Gestaltung
Steuerbasis: Basis der Besteuerung ist üblicherweise der Kohlenstoffgehalt von Energieträgern oder die Treibhauswirkung (Global warming potential). Bemessen werden demnach CO2-Äquivalente derjenigen Emissionen, die bei der Nutzung von Energieträgern frei werden. Hier ist festzulegen, welche Treibhausgase von der Steuer erfasst werden sollen. Dezentrale Emissionsquellen, zum Beispiel Methanemissionen aus der Landwirtschaft, können schwer zu erfassen sein und zu hohen administrativen Kosten führen. Denkbar ist auch, Kohlenstoffsenken, zum Beispiel Wälder aus Aufforstungsprojekten, mit einer „negativen Steuer“ zu versehen, also zu subventionieren (siehe auch Klimakompensation).
Steuertarif: Der Steuertarif legt den pro Bemessungseinheit, also in der Regel den pro Tonne CO2-Äquivalent zu zahlenden Geldbetrag fest. Die ökonomisch optimale Höhe wären genau die Kosten, die die Emission einer zusätzlichen Tonne CO2 global verursacht, die sogenannten sozialen Kosten der CO2-Emissionen (Social Cost of Carbon). Diese sind in der Praxis jedoch nicht annähernd bekannt; Schätzungen liegen im Mittel bei 196 US$ mit einer erheblichen Streuung (die Standardabweichung liegt bei 322 US$). Alternativ kann sich die Steuer an einem definierten Emissionsziel orientieren, zum Beispiel nationalen Emissionsminderungsbeiträgen nach dem Übereinkommen von Paris (→ 1,5-Grad-Ziel, Zwei-Grad-Ziel) oder einem nationalen Emissionsbudget. Bei der Festlegung ist die implizite Steuerhöhe zu berücksichtigen, die sich aus der Einbeziehung weiterer, schon vorhandener Steuern oder Subventionen ergibt. So lag 1999 in vielen europäischen Ländern die implizite Steuer pro Tonne CO2 für Kohle unter der für Erdgas. Um einen gewünschten Preis – auch in Relation zu anderen Energiequellen – und eine bestimmte Emissionsreduktion kosteneffizient zu erzielen, kann die Einführung einer CO2-Steuer mit anderen Änderungen des Steuersystems verbunden werden, welche vorhandene Begünstigungen emissionsintensiver Produkte abbaut.
Produktionsstufe der Besteuerung: CO2-Steuern können auf verschiedenen Stufen entlang der Produktionskette erhoben werden. Um die administrativen Kosten der Steuer niedrig zu halten, ist es wünschenswert, sie an wenigen, leicht kontrollierbaren Stellen zu erheben. Das spricht dafür, die Steuer direkt bei der Extraktion bzw. dem Import fossiler Brennstoffe zu erheben. So werden auch Emissionen aufgrund von Leckagen oder anderen Aktivitäten einbezogen, die in späteren Stufen sonst nicht berücksichtigt würden. Wenn Verfahren existieren, die in späteren Stufen der Produktionskette CO2 oder andere Treibhausgase dauerhaft binden und entsorgen, zum Beispiel Carbon Capture and Storage (CCS) oder CC-Usage, würden diese vermiedenen Emissionen allerdings auch von der Steuer umfasst. Die Stufe der Steuererhebung beeinflusst auch die Sichtbarkeit und damit die Akzeptanz der Steuer in der Bevölkerung.
Grenzausgleichmechanismen (Border Tax Adjustments): Ein Land kann, soweit dies im Einklang mit internationalem Handelsrecht ist, Zölle und Steuern auf importierte Güter erheben oder auf exportierte Güter erstatten. Dies kann einerseits dazu dienen, Nachteile von Firmen im internationalen Wettbewerb zu vermeiden. Andererseits kann es auch dazu dienen, „graue Emissionen“, d. h. Emissionen, die im Ausland bei der Produktion importierter Güter entstanden sind, mit einzubeziehen und die Verlagerung emissionsintensiver Produktion, das so genannte Carbon Leakage, ins Ausland zu vermeiden.
Allmähliche Einführung (Phase-in): CO2-Steuern werden üblicherweise allmählich eingeführt und erhöht, um der Wirtschaft die Anpassung zu erleichtern. Eine anfänglich niedrige Steuer verbunden mit einem glaubwürdigen Plan künftiger Steuererhöhungen würde zudem Anreize für emissionsmindernde Innovationen schaffen und so die anfänglichen und späteren Kosten niedrig halten.
Berücksichtigung weiterer externe Effekte: Sowohl Aktivitäten, die zu Klimawandel und Versauerung der Meere führen, als auch Klimaschutzmaßnahmen sind mit einer Reihe weiterer externer Effekte verbunden. Wenn etwa ohne flankierende Maßnahmen CO2-Preise isoliert auf Treibstoffe eingeführt werden, könnte die Substitution durch Biodiesel zu zunehmendem Flächenbedarf führen. Solche Landnutzungsänderungen können zum einen ebenfalls zu steigenden Treibhausgaskonzentrationen beitragen, zum anderen können sie mit Biodiversitätsverlusten einhergehen. Generell gibt es zwischen den verschiedenen planetaren Grenzen Zusammenhänge auf verschiedenen regionalen Ebenen, die sowohl durch marktbasierte als auch nicht-marktbasierte Instrumente und auf verschiedenen Politikebenen ebenfalls adressiert werden müssen, um negative Nebenwirkungen von Einzelmaßnahmen möglichst zu vermeiden.
Verwendung der Steuereinnahmen: Siehe Abschnitt Verwendung der Einnahmen.
Steuermerklichkeit: Eine CO2-Steuer wird in der Regel als Verbrauchssteuer bei Produzenten oder im Handel erhoben, nicht bei den Endverbrauchern. Diese bemerken und berücksichtigen sie daher möglicherweise nicht bei ihrer Kaufentscheidung; das könnte die Lenkungswirkung der Steuer verschlechtern. Aus diesem Grund wird vorgeschlagen, CO2-Steuern mit Nudges zu kombinieren – mit Maßnahmen, die die Entscheidung für klimafreundliche Alternativen erleichtern und die Steuer wahrnehmbarer machen. Verhaltensökonomische Experimente deuten jedoch darauf hin, dass bei einer merklichen CO2-Steuer die Nachfrage nach einem klimaschädlichen Produkt weniger stark zurückgeht als bei einer unmerklichen. Ursache könnte Moralische Lizenzierung sein: Verbraucher sehen womöglich ihren Konsum als durch Zahlung der Steuer legitimiert an.

## Effekte
Die CO2-Steuer erhöht den Preis der besteuerten kohlenstoffhaltigen Produkte. Dies führt nicht nur zu einem Anreiz Emissionen zu reduzieren, sondern kann, teils abhängig von ihrer Gestaltung, eine Reihe weiterer Folgen nach sich ziehen.

### Emissionsreduktion
Eine CO2-Steuer dient primär dazu, bestimmte Emissionsminderungen bei Treibhausgasen zu erreichen bzw. einen bestimmten Grenzwert für den Gesamtausstoß eines Landes einzuhalten. Der Staat bestimmt bei der Ausgestaltung der Steuer aber nicht direkt die Emissionsmenge, sondern beeinflusst sie indirekt über den Preis. Dabei bleibt ungewiss, inwieweit die angestrebte Emissionsmenge tatsächlich erreicht wird. Zu den unbekannten Faktoren zählen:
- Inflation, die die Netto-Höhe der Steuer verringert,
- die Preiselastizität der Marktteilnehmer, also das Ausmaß, in dem sie auf eine bestimmte Preisänderung reagieren,
- Innovationen, die eine weniger emissionsintensive Produktion ermöglichen, oder auch
- die Einführung neuer Produkte in den Markt, die neue, nicht vorhergesehene Belastungen auslösen.

Daher sehen einige Staaten eine Anpassung der Steuerhöhe vor. So haben die skandinavischen Länder die Höhe ihrer Steuer an die Inflation gekoppelt.

### Verringerung weiterer Umweltschäden
Mit der Verbrennung fossiler Energieträger gehen in der Regel Umweltschäden durch Emissionen weiterer Schadstoffe einher, zum Beispiel von Luftschadstoffen wie Rußpartikeln oder Schwefeldioxid. Indem die CO2-Steuer die Nutzung fossiler Energien verringert, verringert sie also auch weitere Umweltschäden. Dieser positive Nebeneffekt wirkt vor allem kurzfristig und regional. Verschiedene Studien kommen auf teils erhebliche weitere Umweltvorteile in Höhe von zwei bis mehreren hundert US-Dollar pro vermiedene Tonne CO2.

### Wettbewerbswirkungen
Eine CO2-Steuer führt zu höheren Kosten emissionsintensiver Produktionsfaktoren. Dies hat Auswirkungen auf die internationale Wettbewerbsfähigkeit und gegebenenfalls auch auf die Wettbewerbsfähigkeit von Branchen innerhalb des Landes, falls die Steuer nicht in allen Bereichen gleichermaßen erhoben wird. Unternehmen benötigen einige Zeit und Investitionen, um ihre Produktion auf emissionsärmere Technologien und Güter umzustellen. Kurzfristig sind sie daher gegenüber von der Steuer weniger betroffenen Unternehmen im Nachteil, wenn sie höhere Kosten nicht an ihre Kunden weitergeben können. Wettbewerbsnachteile könnten Unternehmen sogar veranlassen, ihre Produktion an Standorte mit niedrigeren Kosten zu verlagern. Inwieweit Unternehmen nicht nur kurz-, sondern auch langfristig im Nachteil sind, hängt davon ab, wie gut sich die Emissionsintensität der Produktion verringern lässt. Langfristig könnten zudem Wettbewerbsvorteile entstehen, wenn durch die Steuer entsprechende Innovationen und Effizienzsteigerungen ausgelöst werden (Porter-Hypothese).
Wettbewerbliche Nachteile können durch eine gezielte Verwendung der Steuereinnahmen (siehe #Verwendung der Einnahmen) oder Steuererleichterungen abgemildert werden, wobei letztere die Steuer weniger effektiv machen. Grenzausgleichmechanismen, wie sie mit dem Europäischen CO2-Grenzausgleichssystem für den EU-Emissionshandel in den Sektoren Energie und Industrie geschaffen wurden, können wettbewerbliche Nachteile verhindern ohne die Effektivität der CO2-Preise zu beeinträchtigen.
Weil die Steuer nur ein Faktor unter vielen ist, der die Wettbewerbsfähigkeit beeinflusst, ist ihre wettbewerbliche Wirkung nur schwer zu untersuchen. Studien aus den 1990er Jahren deuteten darauf hin, dass Wettbewerbsnachteile eher unbedeutend waren. Es gab Hinweise, dass energieintensive Industrien wie Ölraffinerien, Aluminiumherstellung und Zementwerke teilweise Investitionen und Produktion verlagert haben. Zu etwaigen Wettbewerbsvorteilen entsprechend der Porter-Hypothese gab es zu diesem Zeitpunkt keine klaren Befunde.

### Distributive Effekte
Besondere Aufmerksamkeit haben die distributiven Effekte von CO2-Steuern erhalten. Dabei betrachtet man die Wirkung der Steuer nach Steuerüberwälzung: Unternehmen werden versuchen, Kostensteigerungen an Kunden weiterzugeben. Wenn die Steuer nicht in ihrer gesamten Höhe an Verbraucher weitergegeben wird, hat sie Einfluss auf Unternehmensgewinne und Arbeitseinkommen. Weitergegebene Kosten führen zu höheren Ausgaben der Verbraucher oder Konsumverzicht.
- Die Frage ist hier vor allem, inwieweit Haushalte in Relation zu ihrem Einkommen und Vermögen durch die Steuer ungleich belastet werden. Dabei sind neben höheren Preisen für Strom, Heizung und Fahrkosten auch Preisänderungen weiterer konsumierter Produkte zu berücksichtigen.
- Auch die Vorteile einer CO2-Steuer können ungleich verteilt sein. Von der Verringerung weiterer, oft regionaler Umweltschäden, etwa besserer Luftqualität, profitieren vor allem die betroffenen örtlichen Bevölkerungsgruppen.
- Haushalte können zudem unterschiedlich von der Verwendung der Steuereinnahmen profitieren.

Insgesamt wirken CO2-Steuern eher regressiv. Das heißt, Haushalte mit geringem Einkommen werden verhältnismäßig im Gegensatz zu dem Ansatz des Personal Carbon Trading stärker belastet. Dies liegt vor allem daran, dass sie einen größeren Anteil ihres Einkommens für Heizenergie und Strom ausgeben. Nicht alle Studien kommen jedoch zu diesem Ergebnis; einzelne Fallstudien ergaben proportionale Belastungen, also keine Umverteilungswirkung, oder eine leicht progressive Wirkung, also sogar eine verhältnismäßig höhere Belastung wohlhabender Haushalte. Eine leicht progressive Wirkung, jedenfalls in der Europäischen Union, scheint es im Verkehrssektor zu geben. Über eine gezielte Verwendung der Steuereinnahmen, zum Beispiel in Form von Steuer- und Abgabenerleichterungen, von denen vor allem einkommensschwächere Haushalte profitieren, kann der Staat regressive Wirkungen der Steuer korrigieren. Alternativ kann er Heizungsenergie und Haushaltsstrom bis zu einer bestimmten Grenze von der Steuer ausnehmen oder einen geringeren Steuersatz festlegen.

### Verwendung der Einnahmen
Steuerreform: Werden die gesamten erwarteten Einnahmen aus der CO2-Steuer als Nachteilsausgleich über Kompensationsmaßnahmen an die Gesellschaft zurückgegeben, so spricht man von einer aufkommensneutralen Steuer, da die Abgabenquote nicht erhöht wird. Die Doppelte-Dividenden-Hypothese besagt, dass die Steuer durch weitere positive Effekte, etwa höhere Beschäftigungszahlen im regenerativen Energiesektor, kostenneutral sein kann
Kompensationsmaßnahmen: Sie können dazu dienen, distributive Effekte oder Wettbewerbseffekte der CO2-Steuer zu mildern, zum Beispiel durch Steuererleichterungen an anderer Stelle oder Subventionen.
Pro-Kopf-Rückerstattung: Eine besondere Form der Kompensation ist eine Rückerstattung der Einnahmen an jeden Bürger in gleicher Höhe (→ CO2-Preis mit Klimaprämie). Ein solches Umweltbonus-System gibt es in der Schweiz – ein Teil des Aufkommens aus der CO2-Steuer wird am Jahresende in einem für alle gleichen Pro-Kopf-Betrag an die Bürger ausgezahlt, was diejenigen begünstigt, die weniger CO2-Emissionen verursacht haben. Es soll einen akzeptanzfördernden Rahmen für „die klimapolitisch erwünschte Verteuerung des Ressourcenverbrauchs“ schaffen.
Finanzierung von Umweltprogrammen: Steuereinnahmen können zweckgebunden für Forschung, Entwicklung und den Einsatz regenerativer Energien oder sparsamerer Produkte verwendet werden. In diesem Fall können sie weitere Emissionsreduzierungen oder die Verringerung weiterer Umweltschäden auslösen.
Verbuchung im Gesamthaushalt: Sie können als Einnahmen im Staatshaushalt verbucht werden, ohne dass sie für bestimmte Zwecke reserviert sind. Der Staat erzielt einfach höhere Einnahmen.

## Implementierung

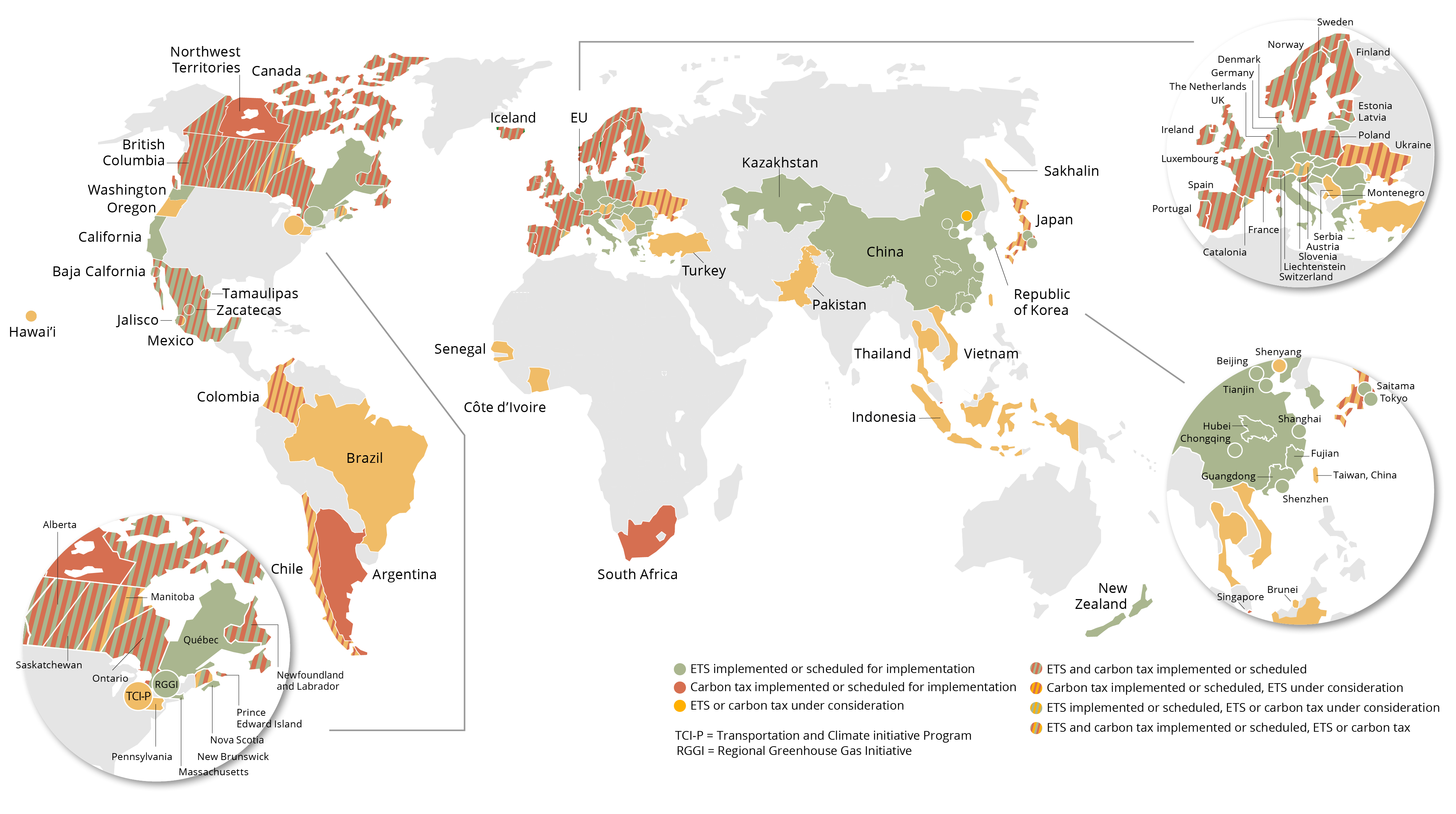
Emissionshandel und Kohlenstoffsteuern weltweit (2021)
CO_{2}-Steuer eingeführt oder geplant
CO_{2}-Emissionshandel eingeführt oder geplant
CO_{2}-Emissionshandel oder CO_{2}-Steuer erwogen

Das erste Land, das eine CO2-Steuer einführte, war 1990 Finnland. Bis Ende der 1990er Jahre gab es sie in sechs europäischen Staaten. Bis Ende 2019 hatten 29 Staaten oder Regionen eine CO2-Steuer eingeführt. Insgesamt wurden etwa 20 % der weltweiten Treibhausgasemissionen von einer Form der CO2-Bepreisung erfasst, darunter etwa 5,5 % von einer CO2-Steuer. Die Höhe der Steuer reichte von weniger als einem US-Dollar pro Tonne CO2eq in Polen und der Ukraine bis zu 127 US-Dollar in Schweden. Während in Estland 3 % der landesweiten Emissionen erfasst wurden, waren es in Singapur und Südafrika 80 %.
In Schwellen- und Entwicklungsländern kann die Gestaltung einer CO2-Steuer besondere Schwierigkeiten aufwerfen: Sie haben unter anderem mit ineffektiven Institutionen zur Steuererhebung zu kämpfen. Zudem sind arme Haushalte oft nur in informellen Wirtschaftssektoren aktiv und werden von Sozialprogrammen unter Umständen nicht erfasst. So können Kompensationsmaßnahmen, die regressiven Effekte einer CO2-Steuer für arme Haushalte mindern sollen, hier besonders schwierig umzusetzen sein.

### Europäische Union
In der Europäischen Union ist der EU-Emissionshandel, der ca. 45 % der Emissionen erfasst, Kerninstrument für das Erreichen der europäischen Emissionsminderungsziele. Die EU-Emissionshandelsrichtlinie sieht ausdrücklich die Möglichkeit ergänzender nationaler Steuern vor.
Der Sachverständigenrat zur Begutachtung der gesamtwirtschaftlichen Entwicklung stellte in seinem Gutachten an Kanzlerin Angela Merkel vom 12. Juli 2019 fest, dass zwölf EU-Staaten nationale CO2-Preise zusätzlich zum EU-Handel mit Emissionsrechten erheben. 2020 kommt mit den Niederlanden ein weiterer Staat dazu. Mehrheitlich werden die Bereiche Heizen und Verkehr besteuert. Die Höhe der Steuern und Abgaben variiert stark. Die EU-Energiesteuerrichtlinie (2003/96/EG) vom 27. Oktober 2003 bildet in den jeweiligen Nationalstaaten als Rahmengesetzgebung die Rechtsgrundlage für Energiesteuern, wie die Kerosinsteuer oder für Steuern auf Brennstoffe und Strom. In ihr werden auch Mindeststeuersätze sowie Steuerbefreiungen festgelegt.
Die Richtlinie differenziert nicht nach der Klimaschädlichkeit von Energieerzeugnissen, bietet aber Mitgliedsstaaten Spielraum für die weitere Staffelung der Steuern auch anhand von CO2-Intensitäten. Reine CO2-Steuern, die sich ausschließlich am Kohlenstoffgehalt orientieren, gehören hingegen nicht zu den durch EU-Richtlinien harmonisierten Steuern. Der Verbrauch von Energie ist laut EU für 79 % der Treibhausgasemissionen insgesamt verantwortlich. Deshalb haben sich im Rahmen der Strategie Europa 2020 die Mitgliedstaaten verpflichtet, nationale Ziele für Energieeffizienz festzulegen. Vor diesem Hintergrund hatte die Kommission einen Vorschlag für eine Änderung der Energiesteuerrichtlinie vorgelegt, der es den Mitgliedstaaten ermöglichen sollte, einen Rahmen für die CO2-Besteuerung auf dem Binnenmarkt zu schaffen. Dieser Versuch scheiterte 2015, wie zuvor andere Versuche, EU-weit Energiesteuern anhand der CO2-Intensität auszurichten.

#### Deutschland
In Deutschland gibt es keine CO2-Steuer. Die Entscheidung des Bundesverfassungsgerichtes vom Juli 2017 zur Kernbrennstoffsteuer hat der Einführung einer CO2-Steuer hohe rechtliche Hürden entgegengestellt. Eine Ausgestaltung in Form einer Besteuerung der CO2-Emissionen selbst scheidet nach herrschender Meinung aus, weil sie sich nicht unter die im Grundgesetz vorgesehenen und als abschließend angesehenen Steuerarten subsumieren lässt. Die Ausgestaltung als Steuer auf Kohle, Erdgas und Erdöl, so genannte Energiesteuer, wäre aber zulässig.
In Deutschland gibt es für im Verkehrs- und Gebäudesektor verwendete Brennstoffe statt einer CO2-Steuer seit 2021 einen Brennstoffemissionshandel. Zertifikate werden bis 2025 von der zuständigen Behörde zu einem Festpreis auf den Markt gebracht und können anschließend von den Teilnehmern des Handelssystems gehandelt werden. Der Festpreis begann 2021 bei 25 Euro pro Tonne CO2 und stieg bis 2024 schrittweise auf 45 Euro. Seit 2023 müssen auch für Kohleverbrennung, seit 2024 für Emissionen von Teilen der Abfallwirtschaft Zertifikate erworben werden. Ab 2026 soll die Behörde Zertifikate durch Versteigerung innerhalb eines Preiskorridors auf den Markt bringen. Es war strittig, ob es sich bei einem Emissionshandelssystem mit einem initialen Verkauf von Zertifikaten zu einem Festpreis nicht eigentlich um eine Steuer handelt. Ein 2022 vom Umweltbundesamt veröffentlichtes Rechtsgutachten kam zu dem Schluss, dass dies nicht der Fall sei. Es handele sich um eine nicht-steuerliche Abgabe, und zwar eine Vorteilsabschöpfungsabgabe ähnlich dem Wasserpfennig. Die Teilnehmer erhielten als Gegenleistung für die Abgabe das Recht, ein nunmehr staatlich bewirtschaftetes Allgemeingut, nämlich die knappe Aufnahmekapazität der Atmosphäre, für ihre Emissionen zu nutzen.

#### Österreich
Seit 1. Oktober 2022 gibt es in Österreich eine CO2-Bepreisung, die ähnlich wie in Deutschland als nationaler Zertifikatehandel für Treibhausgasemissionen ausgestaltet ist. Sie betrifft die Inverkehrbringung von Energieträgern wie Motorenbenzin, Dieselkraftstoff, Erdgas, Kohle oder (ab 2025) pflanzliche und tierische Fette und Öle, soferne sie als Heizmaterial oder Kraftstoff verwendet werden. Um eine Doppelbelastung zu vermeiden, sind Energieträger befreit, für die aufgrund ihrer Verwendung bereits EU-Emissionszertifikate gekauft werden müssen.
Wie in Deutschland gelten bis 2025 Fixpreise, allerdings führt ein starkes Steigen oder Sinken des fossilen Energiepreisindex in einem Jahr zu einer automatischen Reduktion bzw. Anhebung der Preiserhöhung für das folgende Jahr um 50 %. So wurde für das Jahr 2023 der Preis nur um 2,50 € statt um 5 € erhöht, weil der Energiepreisindex in den ersten drei Quartalen 2022 um mehr als 12,5 % gestiegen war.
Mit dem Inkrafttreten des EU-Emissionshandelssystem II (voraussichtlich zum 1. Januar 2027 oder 2028) wird die nationale CO2-Bepreisung in dieses übergeleitet, bis dahin gilt weiterhin der Preis des Jahres 2025.
Die finanzielle Mehrbelastung für natürliche Personen wird pauschal in der Form eines jährlich ausbezahlten „Klimabonus“ kompensiert. Dieser besteht aus einem fixen Sockelbetrag und einem Regionalausgleich, der aufgrund von Kriterien wie z. B. der Anbindung an den öffentlichen Verkehr gestaffelt ist.

#### Frankreich

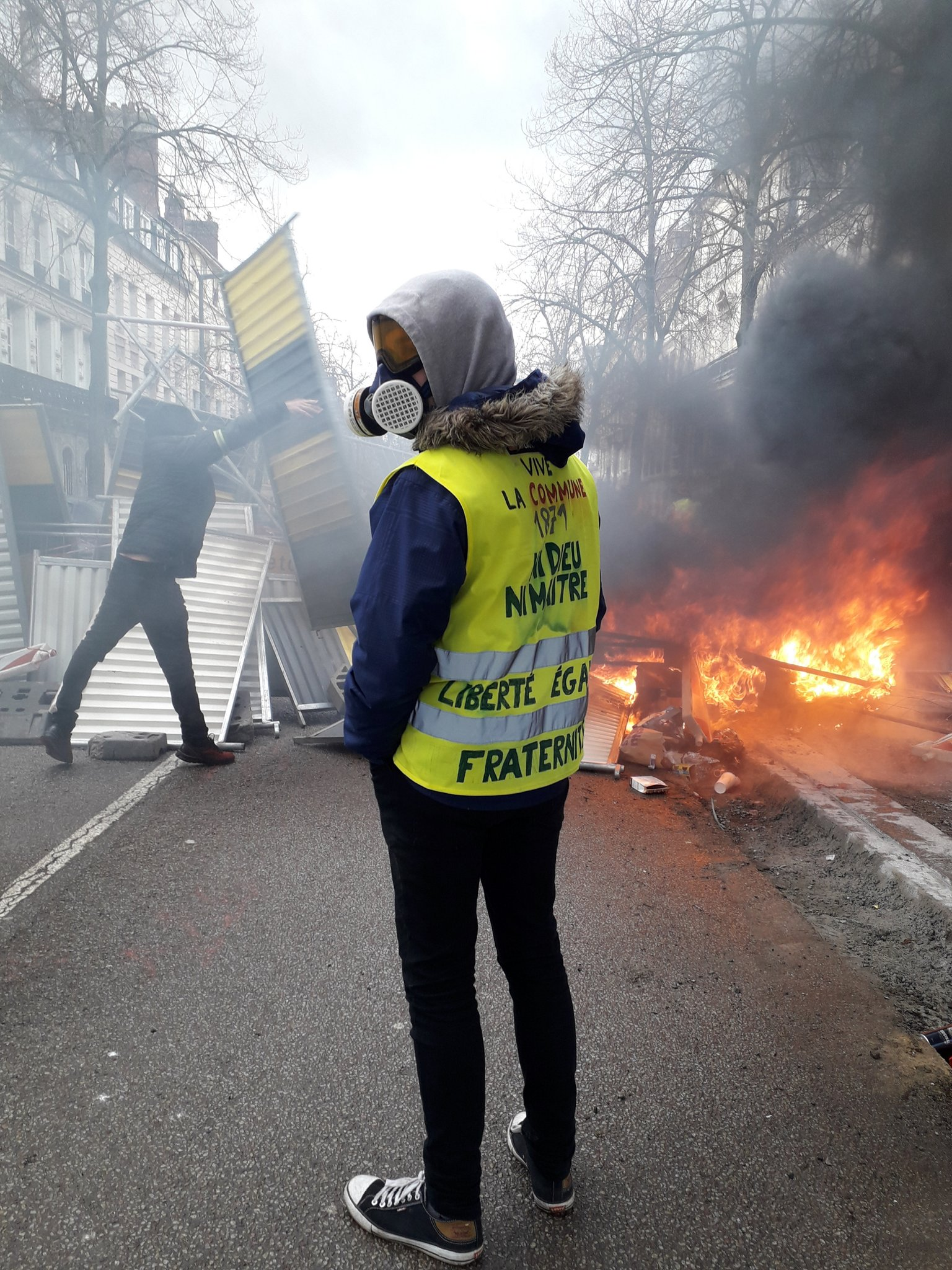
Proteste der Gelbwesten, Rouen 2019

Seit 2014 enthält die französische Steuer auf Kraftstoffe und Heiz-Brennstoffe, die Taxe intérieure de consommation sur les produits énergétiques (TICPE), einen zum Kohlenstoffgehalt proportionalen Anteil, den „Klima-Energiebeitrag“ (contribution climat énergie (CCE)), 2014 betrug er sieben Euro pro Tonne CO2. Dort wurde der fixe, vom Kohlenstoffgehalt unabhängige Teil der Steuer in gleicher Höhe abgesenkt, sodass die Steuerhöhe 2014 insgesamt unverändert blieb. In den Folgejahren sollte der CCE ohne weiteren Ausgleich auf 14,50 Euro (2015) und 22 Euro (2016) pro Tonne CO2 steigen. Mit den Einnahmen will die französische Regierung den Ausbau erneuerbarer Energien vorantreiben. Seit 2018 wird eine Tonne CO2 mit 44,60 Euro besteuert. Laut einer Übersicht der Weltbank stellt die französische CO2-Steuer, gemessen an den Einnahmen, die umfangreichste der Welt dar. Die französischen Stromkunden sind von der Abgabe relativ gering belastet, weil die Stromindustrie des Landes über einen hohen Atomstromanteil verfügt und nur relativ wenig Kohle einsetzt. Zu einer hohen Belastung führte die Steuer jedoch für Vielfahrer, wogegen sich 2018 die Gelbwestenbewegung mit teils gewaltsamen Protesten wandte. Eines der Zugeständnisse von Staatspräsident Emmanuel Macron an die Protestierenden war die Absage weiterer Erhöhungen. Ursprünglich hätte die Steuer bis zum Jahr 2022 den Betrag von 86,20 Euro pro Tonne erreichen sollen.

#### Schweden
Im Jahr 1991 wurde in Schweden eine CO2-Steuer eingeführt. Mit Einführung dieser Steuer wurden andere Steuern gesenkt, vor allem die Einkommensteuer, aber auch die allgemeine Energiesteuer. Die Steuereinnahmen fließen in den allgemeinen Staatshaushalt. Der Steuertarif stieg von anfänglich 25 Euro pro Tonne CO2 bis auf 118 Euro im Jahr 2022. Schweden hat von allen OECD-Staaten den mit Abstand höchsten impliziten Steuersatz auf CO2.
Verschiedene Wirtschaftsbereiche werden sehr unterschiedlich durch CO2- und Energiesteuern belastet. Besonders hoch besteuert werden der private Konsum, Groß- und Einzelhandel, der öffentliche Sektor und Dienstleistungen. Verschiedene Industriezweige, die im internationalen Wettbewerb stehen, zahlten zunächst erheblich geringere Steuersätze, im Jahr 2010 waren es etwa 21 % des vollen CO2-Steuersatzes. Im Jahr 2018 hatten sie dann jedoch den Steuersatz in voller Höhe zu entrichten. Branchen, die am EU-Emissionshandel teilnehmen, sind von der Steuer ausgenommen. Zusätzlich wurde 2018 eine entfernungsabhängige Luftverkehrabgabe (Ticketsteuer) auf alle Flüge eingeführt, die von schwedischen Flughäfen starten.
Zwischen 1990 und 2008 sanken die Treibhausgasemissionen um knapp 12 %. Inwieweit sich dies auf die CO2-Steuer oder andere Instrumente, wie Emissionshandel und Energiesteuern, zurückführen lässt, ist schwer zu ermitteln. Schätzungen aus dem Jahr 2011 liegen bei 0,2 % bis 3,5 %. Im gleichen Zeitraum verdoppelte sich das Bruttonationalprodukt. Im Verkehrssektor wuchsen die Emissionen langsamer und lagen so im Zeitraum 1990–2005 schätzungsweise um etwa 11 % niedriger als ohne CO2-Steuer. Der größte Teil des verminderten Wachstums wird auf die CO2-Steuer zurückgeführt. Zu einem Rückgang von Verkehrsemissionen kam es aber erst ab 2008, Rückgänge in den 2010er-Jahren werden auch auf die Subventionierung und bessere Verfügbarkeit von Biotreibstoffen zurückgeführt. Schweden wird als ein Beispiel angesehen, wie sich die Reduktion von Treibhausgasemissionen und Wirtschaftswachstum vereinbaren lassen.

#### Andere

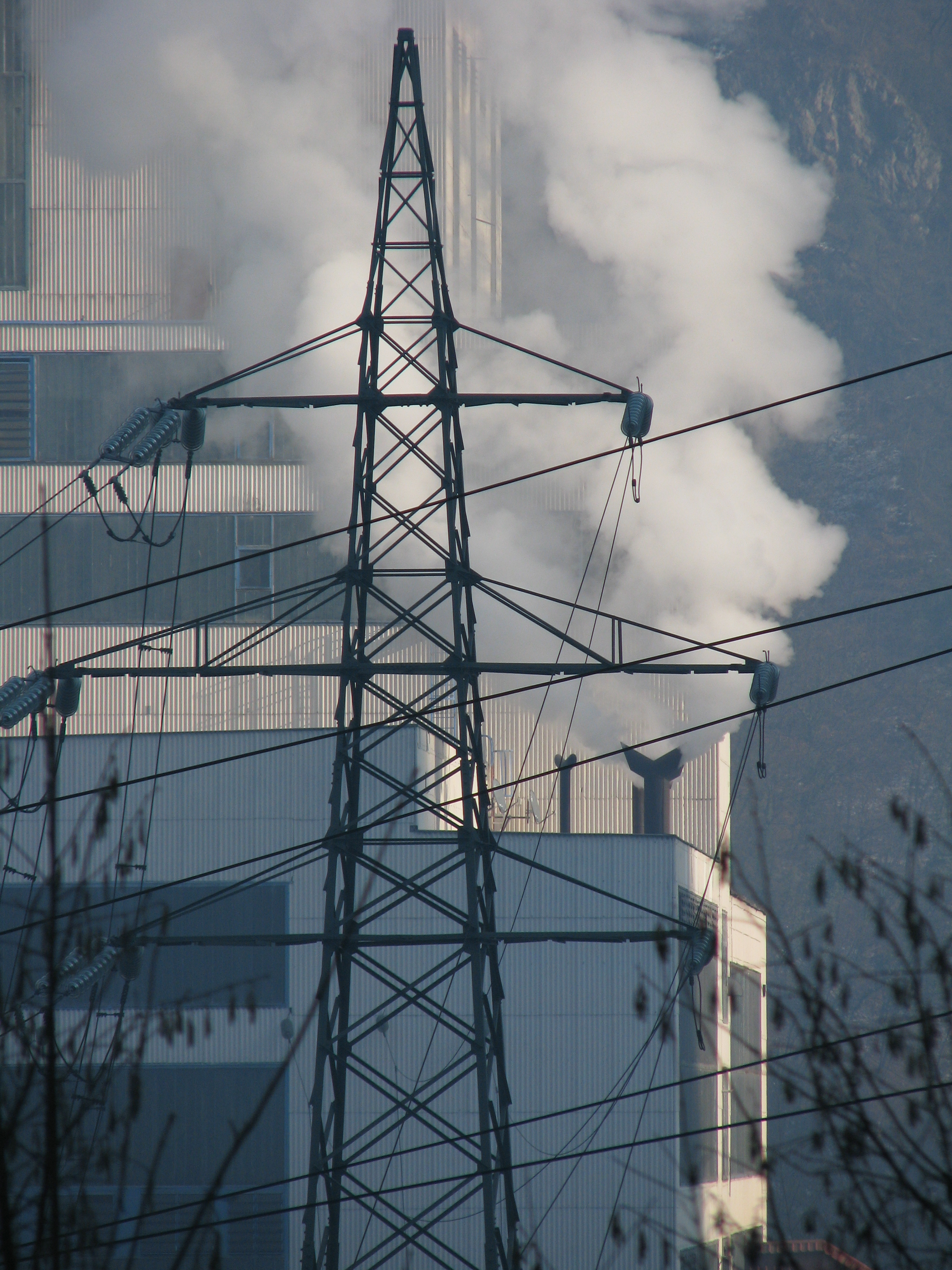
Braunkohlenkraftwerk Trbovlje, Slowenien

Slowenien hat – neben Estland – bereits seit 2002 die umfassendste CO2-Gesetzgebung in der EU: Die Uredba o okoljski dajatvi za onesna-ževanje zraka z emisijo ogljikovega dioksida („Verordnung über die Umweltabgabe für die Luftverschmutzung durch Kohlendioxid-Emissionen“) vom 17. Oktober 2002, in der Revision C 44/2004 vom 1. Mai 2005, enthält Bestimmungen über Emissionen von CO2, NOX und SO2, ist also im weiteren Sinne eine weitreichende Luftverschmutzungssteuer.
Weitere EU-Staaten mit einer Form von CO2-Besteuerung sind, Stand Ende 2019, Finnland, Polen, Dänemark, Lettland, Irland, Spanien und Portugal.

### Australien
Unter Premierministerin Julia Gillard wurde 2011 eine Carbon tax beschlossen und Mitte 2012 eingeführt. Zuständig ist das Department of Climate Change and Energy Efficiency. Mehr als 50 % der Einnahmen sollen verwendet werden, um die Belastung von Haushalten und stark betroffenen Firmen zu reduzieren. Der Steuersatz lag anfänglich bei 23 AU$ pro Tonne CO2 (knapp 24 US$) und steigt jährlich um 2,5 %. Ab Juli 2015 sollte ein Emissionshandelssystem die Steuer ablösen. Die in der Parlamentswahl in Australien 2013 neu gewählte Regierung unter Premierminister Tony Abbott schaffte die Steuer im Juli 2014 wieder ab.

### Großbritannien
Großbritannien hat sich das Ziel gesetzt, bis 2050 netto nicht mehr zu Konzentrationssteigerungen der Treibhausgase beizutragen (Net-Zero). Zudem soll bis in die 2030er Jahre der Elektrizitätssektor dekarbonisiert, d. h. weitgehend CO2-frei werden. Um die Umstellung zu fördern, wird auf die Emission von Kohlenstoffdioxid ein Mindestpreis von £18.08 pro Tonne (20,8 Euro pro Tonne) erhoben. Dieser Mindestpreis wird zusätzlich zu den sich aus dem britischen Emissionshandel ergebenden Kosten berechnet und soll unter den aktuellen Marktbedingungen hoch genug sein, um einen Umstieg von emissionsintensiven Kohle- auf weniger emissionsstarke Gaskraftwerke zu bewirken.

### Kanada
In der kanadischen Provinz British Columbia (BC) wurde im Juli 2008 eine Carbon tax in Höhe von 10 Can$ pro Tonne CO2-Äquivalent auf fossile Brennstoffe eingeführt, deren Aufkommen zur Reduzierung anderer Steuern verwendet werden und damit aufkommensneutral sein sollte. Der Steuersatz wurde allmählich auf 45 Can$ im Jahr 2021 gesteigert.
Fünf Jahre nach Einführung der Steuer war der Pro-Kopf-Verbrauch dieser Brennstoffe um 17,4 % zurückgegangen, während er im übrigen Kanada um 1,5 % gestiegen war. Das Bruttoinlandsprodukt stieg im gleichen Zeitraum so wie im übrigen Kanada. Durch die CO2-Steuer konnte die Einkommensteuer in BC verringert werden, sie war 2012 die niedrigste verglichen mit anderen kanadischen Provinzen. Eine Studie aus dem Jahr 2013 kommt zu dem vorläufigen Schluss, dass es sich um eine sehr effektive Maßnahme handelt, die wirksam den Verbrauch fossiler Brennstoffe verringert hat, ohne dass ein negativer Effekt auf die Gesamtwirtschaft zu verzeichnen war. Neuere Arbeiten kommen zu keinem eindeutigen Ergebnis: Eine Arbeit schätzt die Emissionsverringerungen durch die Steuer auf 5 % – 10 % bis Ende der 2010er Jahre, eine andere fand keine klaren Belege für eine Emissionsreduzierung. Das Beispiel British Columbias zeigt, wie sich die Ablehnung einer CO2-Steuer auflösen kann, sobald die Vorteile für die Öffentlichkeit sichtbar werden. So gingen nach Einführung der CO2-Steuer in British Columbia im Jahr 2008 die Rufe nach einer Streichung der Steuer zurück, nachdem die Bevölkerung Nachlässe auf die Einkommensteuer erhielt und der Treibhausgasausstoß sank.
Im Oktober 2016 hat die kanadische Bundesregierung den „Pan-Canadian Framework on Clean Growth and Climate Change“ (PCF) verabschiedet. Dieser Plan zwingt die Provinzen, bis Januar 2019 entweder ein CO2-Emissionshandelssystem einzuführen oder die bundesweite Federal Carbon Tax, analog zu dem Modell der Carbon Tax in der Provinz British Columbia, umzusetzen. Bis Januar 2018 hatten Alberta und British Columbia eine solche Carbon Tax eingeführt. Quebec und Ontario führten hingegen ein Emissionshandelssystem ein. Die Federal Carbon Tax sieht eine Abgabe von 20 Can$ je t CO2 im Jahr 2019 vor. Danach steigt die Abgabe jährlich um 10 Can$, bis sie 50 Can$ im Jahr 2022 erreicht.

### Mexiko
Mexiko erhebt seit 2014 eine Steuer auf im Land produzierte und importierte fossile Brennstoffe. Besteuert werden die Kohlenstoffemissionen, die der Brennstoff im Vergleich zu Erdgas zusätzlich verursacht. Demzufolge wird Erdgas nicht besteuert. Die Höhe der Steuer ist auf 3 % des Verkaufspreises begrenzt. Unternehmen können die Steuer nicht nur monetär, sondern auch mit Zertifikaten aus mexikanischen Clean Development-Mechanismen bezahlen. Pro Tonne CO2 liegt die Steuer je nach Brennstoff zwischen einem und vier US$. Die Steuer umfasst ca. 40 % der mexikanischen CO2-Emissionen.

### Schweiz
Die CO2-Abgabe in der Schweiz ist eine Lenkungsabgabe auf Brennstoffe in Höhe von 120 CHF pro Tonne, es wird eine Erweiterung auf Treibstoffe wie Benzin und Diesel erwogen. Der Staat zahlt einen Teil der Einnahmen aus der Abgabe über die Krankenversicherung an die Bürger zurück. Am 10. Dezember 2018 wurde eine CO2-Besteuerung der Flugtickets (Luftverkehrabgabe) vom Nationalrat mit 93 zu 88 Stimmen bei 8 Enthaltungen abgelehnt.
Heute (Stand 2019) bezahlen alle Bürger eine Lenkungsabgabe, die im Preis der Brennstoffe (Öl- und Erdgasprodukte) inbegriffen ist. Zurzeit betragen die gesamten Abgaben 1.2 Milliarden CHF im Jahr. Die Abgabe soll nun im Verlauf der 2020er Jahre markant erhöht werden: von 96 CHF auf maximal 210 CHF pro Tonne CO2. Der größere Teil (derzeit zwei Drittel) der CO2-Abgabe wird über Krankenkassenprämien an die Bevölkerung zurückverteilt. Zusammen mit anderen Umweltabgaben erhalten gegenwärtig alle Haushalte pro Kopf 77 CHF gutgeschrieben. Die von der Wirtschaft bezahlte CO2-Abgabe wird ebenfalls zum größeren Teil an die Firmen zurückbezahlt. Ein Drittel der CO2-Abgabe fließt in das Gebäudeprogramm ein, vorgeschlagen wird ein umfassenderer Klimafonds. Die Benzin- und Dieselimporteure müssen einen größeren Teil des CO2-Ausstosses kompensieren und können die damit verbundenen Kosten über einen Preisaufschlag von maximal 10 Rappen pro Liter weitergeben (12 Rappen ab 2025). Geplant ist außerdem eine neue Flugticketabgabe zwischen 30 und 120 CHF pro Ticket.
Ein CO2-Gesetz, das unter anderem die Anhebung der CO2-Abgabe vorsah, wurde am 13. Juni 2021 per Volksmehr abgelehnt.

### Internationale Seeschifffahrt
Mitgliedsstaaten der UN-Organisation International Maritime Organization (IMO) planen eine Mindeststeuer von 100 US-Dollar (rund 88 Euro) pro Tonne Kohlendioxid. Sie soll erhoben werden, wenn die verantwortlichen Länder keine ausreichenden Beiträge zum Netto-null-Fonds der IMO geleistet haben und ihre Schiffe einen bestimmten CO2-Grenzwert nicht einhalten. Die Steuer soll im Oktober 2025 rechtsverbindlich beschlossen werden und frühestens 2028 in Kraft treten. Die USA lehnen die Steuer ab.

## Vergleich

### Auflagen und Verbote
Die Politik kann direkt über Auflagen Emissionsquellen regulieren. Hierzu gehören beispielsweise Abgasnormen, Tempolimits oder zeitliche oder Zonen-Fahrverbote.
Abgasnormen können unter anderem Grenzwerte für CO2-Emissionen für Kraftfahrzeuge festlegen. Hersteller sind dann gezwungen, diese Vorgaben zu erreichen, auch wenn sie zu gleichen Kosten an anderer Stelle eine höhere Emissionsreduktion erreichen könnten. Ein marktwirtschaftlicher Ansatz wie die CO2-Steuer lässt Marktakteuren hingegen diesen Spielraum, man verspricht sich dadurch von ihr niedrigere Vermeidungskosten im Vergleich zu einer Auflagenpolitik.

### Emissionshandel
Der Emissionsrechtehandel ist, wie die CO2-Steuer, ein marktwirtschaftliches Instrument der Klimapolitik. Im Emissionshandel wird eine bestimmte Menge an verbrieften Emissionsrechten (Emissionszertifikaten) ausgegeben oder versteigert. Teilnehmer müssen Emissionsrechte erwerben, um Treibhausgase emittieren zu dürfen. Die Rechte sind handelbar. Es ist also eine Höchstmenge an Emissionen vorgegeben, während der Preis variabel ist, man spricht vom mengenbasierten Ansatz. Im Gegensatz hierzu legt bei einer CO2-Steuer die Politik einen Preis fest, während die Emissionsmenge schwanken kann, es handelt sich also um einen preisbasierten Ansatz (→ Standard-Preis-Ansatz).
Bei CO2-Steuern ist also der Preis für Emissionen bekannt und kann von Unternehmen in ihren Planungen relativ gut berücksichtigt werden, während die Emissionsmenge nicht genau bekannt ist. Im Emissionshandel hingegen kann der Preis deutlich schwanken, die Höchstmenge der Emissionen ist jedoch gut bekannt. Man spricht von der im Vergleich zu Steuern höheren ökologischen Treffsicherheit des Emissionshandels.
In der ökonomischen Theorie wird oft angenommen, dass die Politik nicht ein bestimmtes Klimaziel, sondern eine – auf Basis einer Kosten-Nutzen-Analyse – ökonomisch optimale Klimapolitik verfolgt. Die beiden Instrumente unterscheiden sich dann in ihrer Wirkung, wenn Preis oder Menge nicht genau auf das optimale Niveau gesetzt werden können, bei dem die Vermeidungskosten genau durch die vermiedenen Schäden aufgewogen werden. Dies ist beispielsweise der Fall, wenn Schäden und Vermeidungskosten nicht genau bekannt sind. Die Schäden der globalen Erwärmung steigen mit der emittierten Menge an Treibhausgasen kurzfristig wahrscheinlich eher langsam, während die Vermeidungskosten kurzfristig stark steigen. Eine nicht in der optimalen Höhe angesetzte CO2-Steuer wird die optimale Wohlfahrt wahrscheinlich nur wenig verfehlen, weil die Abweichung von der optimalen Steuerhöhe kurzfristig nur relativ geringe Abweichungen in der optimalen Schadenshöhe nach sich zieht. Eine nicht optimal festgelegte Emissionsmenge zieht, durch die relativ größere Abweichung von den optimalen Vermeidungskosten, kurzfristig wahrscheinlich höhere volkswirtschaftliche Verluste nach sich. Langfristig dagegen ist durch Innovationen eher mit relativ langsam steigenden Vermeidungskosten und überproportional steigenden Schäden zu rechnen. In diesem Fall kommt eine festgelegte, handelbare Emissionsmenge dem langfristigen volkswirtschaftlichen Optimum wahrscheinlich näher.
Das Kyoto-Protokoll sah einen internationalen Emissionsrechtehandel vor. Teilnehmer waren die im Annex B des Protokolls genannten Staaten. Soweit sie ihre Emissionsgrenzwerte, zu denen sie sich verpflichtet hatte, nicht einhielten, mussten sie Emissionsrechte kaufen, bei denen es sich entweder um nicht ausgeschöpfte Emissionskontingente anderer Annex B-Staaten oder Zertifikate aus Emissionsminderungsprojekten in Nicht-Annex B-Ländern handelte (→ Joint Implementation, Mechanismus für umweltverträgliche Entwicklung). Während dieser internationale Emissionshandel Flexibilität bei der Einhaltung der Minderungsziele auf internationaler Ebene gewährleisten sollte, verfolgten die einzelnen Staaten mit unterschiedlichen, meist nationalen klimapolitischen Instrumenten ihre nationalen Minderungsziele. Die CO2-Steuer übernahm in einigen Fällen die Rolle eines solchen nationalen Instrumentes. Hier ergänzten sich also die klimapolitischen Instrumente auf verschiedenen Ebenen.

## Rezeption

CO_{2}-Preis mit Klimaprämie – Schema

Im Januar 2019 veröffentlichte das Wall Street Journal eine Erklärung von mehr als 3500 US-Ökonomen, die eine CO2-Steuer verbunden mit einer Rückzahlung für jeden Bürger in gleicher Höhe als Klimaprämie befürworteten. Eine solche Steuer sei „der kosteneffektivste Hebel, um Kohlendioxid-Emissionen zu reduzieren“, so die Ökonomen. Unterschrieben hatten den Aufruf unter anderem 27 Nobelpreisträger.
Der Wirtschaftswissenschaftler Jean Pisani-Ferry formuliert Zweifel an der gesellschaftlichen Akzeptanz von CO2-Steuern im Rahmen eines Grünen New Deals. Viele Bürger wollten weiterhin so konsumieren und reisen wie bisher. Hinnehmbar erschienen ihnen vielleicht etwas weniger Fleisch und sparsamere Autos sowie ein mit Vorteilen verbundener Berufswechsel. Zu mehr seien sie jedoch kaum bereit. Der Übergang zu einer kohlenstoffneutralen Wirtschaft werde aber zwangsläufig dazu führen, so Pisani-Ferry, „dass es uns schlechter geht, bevor es uns besser geht, und die schwächsten Segmente der Gesellschaft werden davon besonders hart betroffen sein.“ Alte, ineffiziente Produktionsanlagen seien auszumustern, was entsprechende Investitionsmittel in energieeffizientere Neuanlagen erfordere – schätzungsweise in der Größenordnung von zwei Prozent des Bruttoinlandprodukts im Jahr 2040. Entsprechend weniger aber stehe dann für den privaten Konsum zur Verfügung. Zur Abmilderung der Folgen bietet sich laut Pisani-Ferry die vollständige gesellschaftliche Umverteilung der Erlöse aus der Kohlenstoffsteuer an. Darüber hinaus sei in einem Umfeld „ultraniedriger Zinssätze“ eine Finanzierung über Schulden eine rationale Methode, „um die wirtschaftliche Umstellung zu beschleunigen und zugleich die Kosten dafür auf mehrere Generationen umzulegen.“
Ähnlich sehen es Murielle Gagnebin und Patrick Graichen vom Thinktank Agora Energiewende. Vor allem jene Bevölkerungsgruppen müssten unterstützt werden – das lehrte beispielsweise die Gelbwestenbewegung in Frankreich –, die zwar die CO2-Beiträge zahlten, sich ihnen aber kaum entziehen könnten: „Die Krankenschwester etwa, die mit ihrem alten Pkw zu allen Tages- und Nachtzeiten ins Krankenhaus pendeln muss, oder der Bauer, der auf dem Land wohnt und mit Heizöl heizen muss, weil sein Hof nicht ans Gasnetz angeschlossen ist und der seinen Verbrauch auch nicht auf die Schnelle durch eine Dämmung seiner alten Gemäuer reduzuieren kann.“ Für solche Bevölkerungsgruppen sollte Gagnebin und Graichen zufolge ein Sonderfonds geschaffen werden, der zum Beispiel die Anschaffung verbrauchsarmer Fahrzeuge, die energetische Sanierung und den Einbau von Wärmepumpenheizungen fördert.
Die Ökonomen Reiner Eichenberger und David Stadelmann erklärten Anfang 2020, dass das Klimaproblem durch Kostenwahrheit „erstaunlich leicht zu bewältigen“ wäre. Zukünftige Schäden müssten wissenschaftlich geschätzt und den heutigen Verursachern über eine CO2-Steuer in Rechnung gestellt werden, wobei die Abgabe ausnahmslos für alle Emittenten gelten müsse. Er verweist in diesem Zusammenhang auf Forderungen von William Nordhaus, von einer Gruppe von „über 3500 amerikanischen Ökonomen mit 27 Nobelpreisträgern“ sowie des IWF. Ein Großteil der Einnahmen müsse für die Senkung anderer Steuern eingesetzt werden. Zugleich würden – im Vergleich zu anderen Ansätzen wie der GLP-Initiative «Energie- statt Mehrwertsteuer» – auch Anreize für eine Auslagerung von Produktionsprozessen in Länder mit tieferen Umweltstandards vermieden. Politischer Widerstand komme vorrangig von Anbietern von Alternativenergien und Energiespartechnologien, da deren Subventionen hinfällig würden, und von energieintensiven Branchen als größte CO2-Verursacher.
Im Jahr 2019 forderte der UN-Generalsekretär die Regierungen der Welt auf, Kohlenstoff zu besteuern.
In einer gemeinsamen Erklärung sprachen sich im Mai 2019 die Chefin des Internationalen Währungsfonds, Christine Lagarde, und der IWF-Direktor für Fiskalpolitik, Vítor Gaspar, für eine weltweite Kohlendioxid-Bepreisung aus. Um die im Übereinkommen von Paris vereinbarten Klimaschutzziele einzuhalten, müsse ein CO2-Preis von ca. 70 US$ pro Tonne (umgerechnet ca. 62 Euro) erhoben werden. Es gebe einen wachsenden Konsens, dass dies das effizienteste Instrument zur Reduzierung des Verbrauchs fossiler Energieträger und der damit verbundenen Treibhausgasemissionen sei. Lagarde fordert seit langem eine Bepreisung, auch eine IWF-eigene Studie aus dem Jahr 2016 bestätigte die Notwendigkeit einer CO2-Steuer.